# IIHF Challenge Cup of Asia 2020 (ženy)
IIHF Challenge Cup of Asia 2020 (ženy) byl v tomto ročníku stejně jako v předchozím roce rozdělen do dvou výkonnostních turnajů podle výsledků předchozího ročníku, přičemž elitní skupina se zúžila na čtyři účastníky když se nepřihlásila reprezentace Tchaj-wanu do 18 let. Turnaj byl naplánovan na termín od 24. do 28. února 2020 do Manily na Filipínách. Následně byl zrušen z důvodu pandemie covidu-19.

## Elitní skupina
| Thajsko          | vítěz z roku 2019                                     |
| Singapur         | 3. místo v roce 2019                                  |
| Nový Zéland (18) | 4. místo v roce 2019                                  |
| Filipíny         | vítěz Divize I v roce 2019 (postup do elitní skupiny) |

## Divize I
| Malajsie | 5. místo v roce 2019 (sestup z elitní skupiny) |
| SAE      | 2. místo v Divizi I v roce 2019                |
| Indie    | 3. místo v Divizi I v roce 2019                |
| Kuvajt   | 4. místo v Divizi I v roce 2019                |